# 錐中錐結構

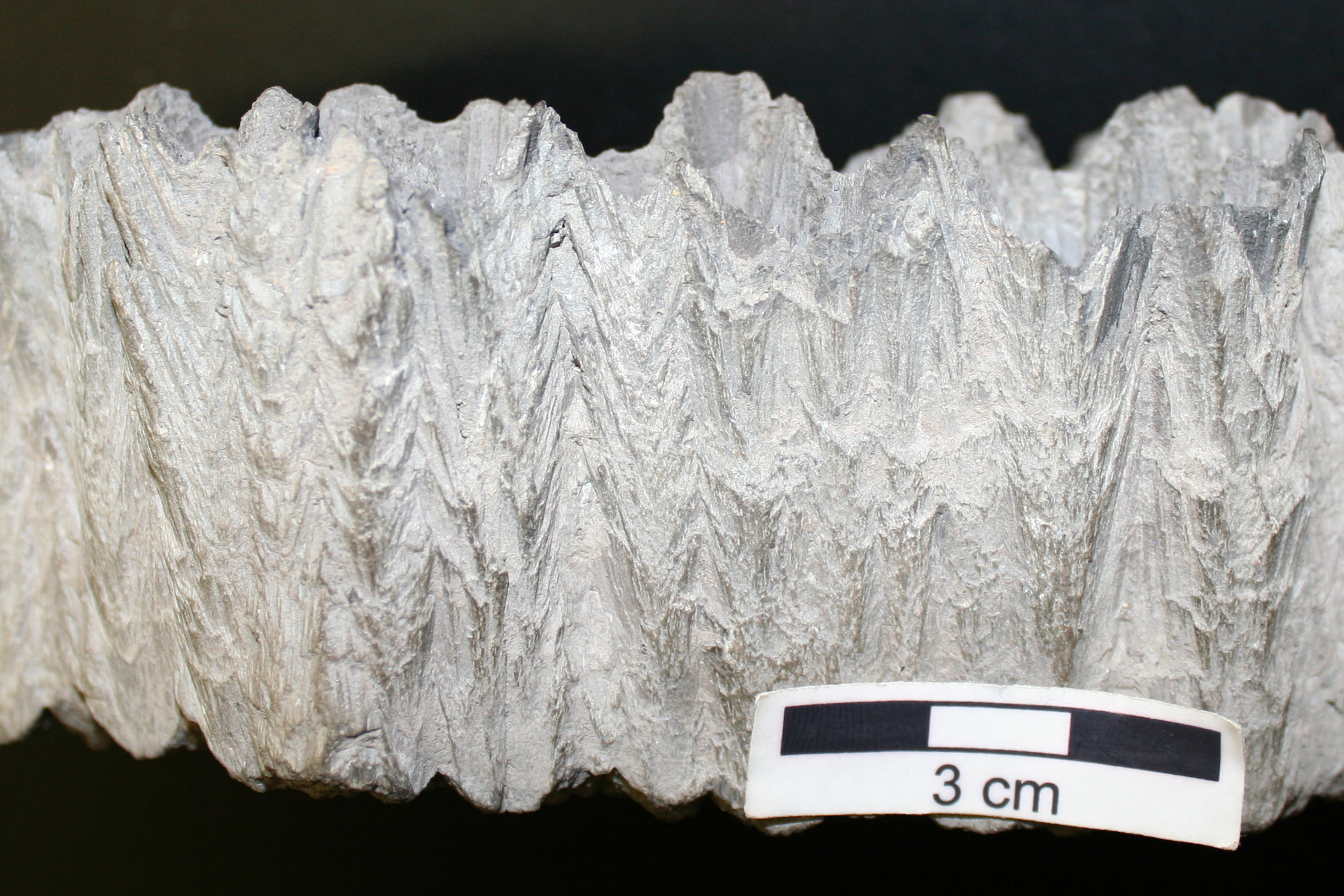
石灰岩中的錐中錐結構

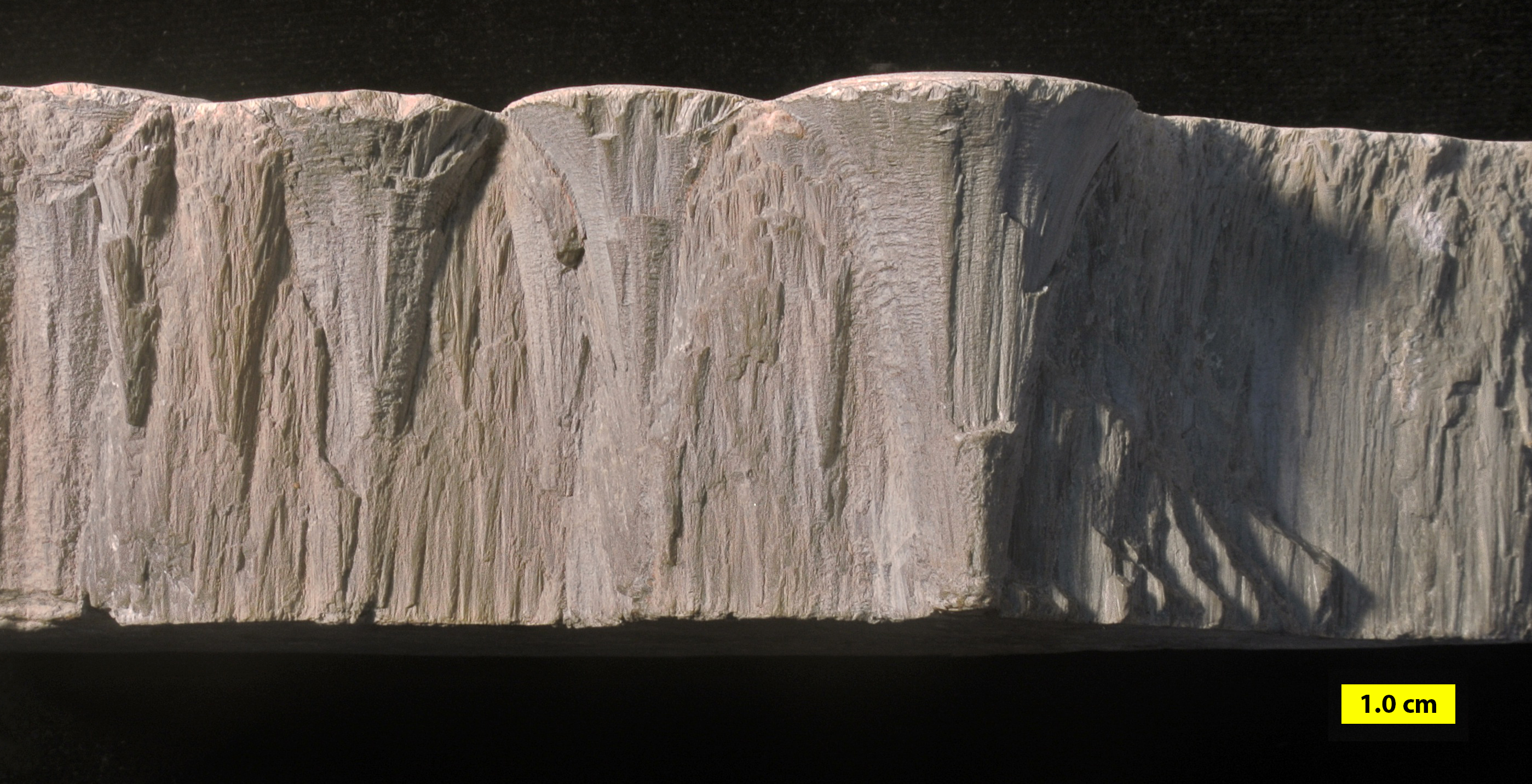
石灰岩中的錐中錐結構

錐中錐結構（英語：cone-in-cone structures）是一種次生沉積結構，它的形成與深埋藏和成岩作用有關。多由方解石組成，少數由石膏、菱鐵礦或黃鐵礦組成結構特點是叠加同心但空心的錐體層組成。有多種形成機制，但晶體位移晶是最普遍的。
錐中錐結構具有獨特的圓錐形外觀。它們由相互嵌套的同心圓錐空心體組成。其組成成分取決於它們形成的環境，大多由方解石組成，錐體之間有薄層粘土。由菱鐵礦、石膏、黃鐵礦組成的錐中錐結構比較少。通常，錐中錐結構是頁岩內含方解石層的特徵.

### 成因
錐中錐結構的形成含下列因素：
1. 從文石轉變成方解石時體積會增加，因而推開圓錐體並造成間隙。導致粘土後期侵入。
2. 黏土層是壓力溶液遺留下的不溶性殘留物。而壓力溶液是經埋藏造成的。
3. 在超壓下形成的礦物，由於後期孔隙壓力的降低而形成裂縫。
4. 在早期成岩作用過程中，因礦物晶體生長所產生的膨脹力而形成。其中錐體是在原有的粘土層中，由纖維狀方解石聚集而產生的。
5. 錐中錐結構是由於纖維狀文石的生長而取代原地粘土形成的。這晶體移生長機制與上述第四點非常相似[7].

早期對錐中錐結構的成因有不同的解釋， Shaub (1937) 認爲是脫水而導致體積收縮而形成的。但目前一般的共識是當錐體在沉積物中形成時，因結晶而占立空間而導致膨脹壓力。因爲膨脹壓力不均匀，而形成圓錐形狀。根據氧18同位素資料，錐中錐結構在埋藏深度數百公尺内就能形成。